# فاصل الكونغو والنيل

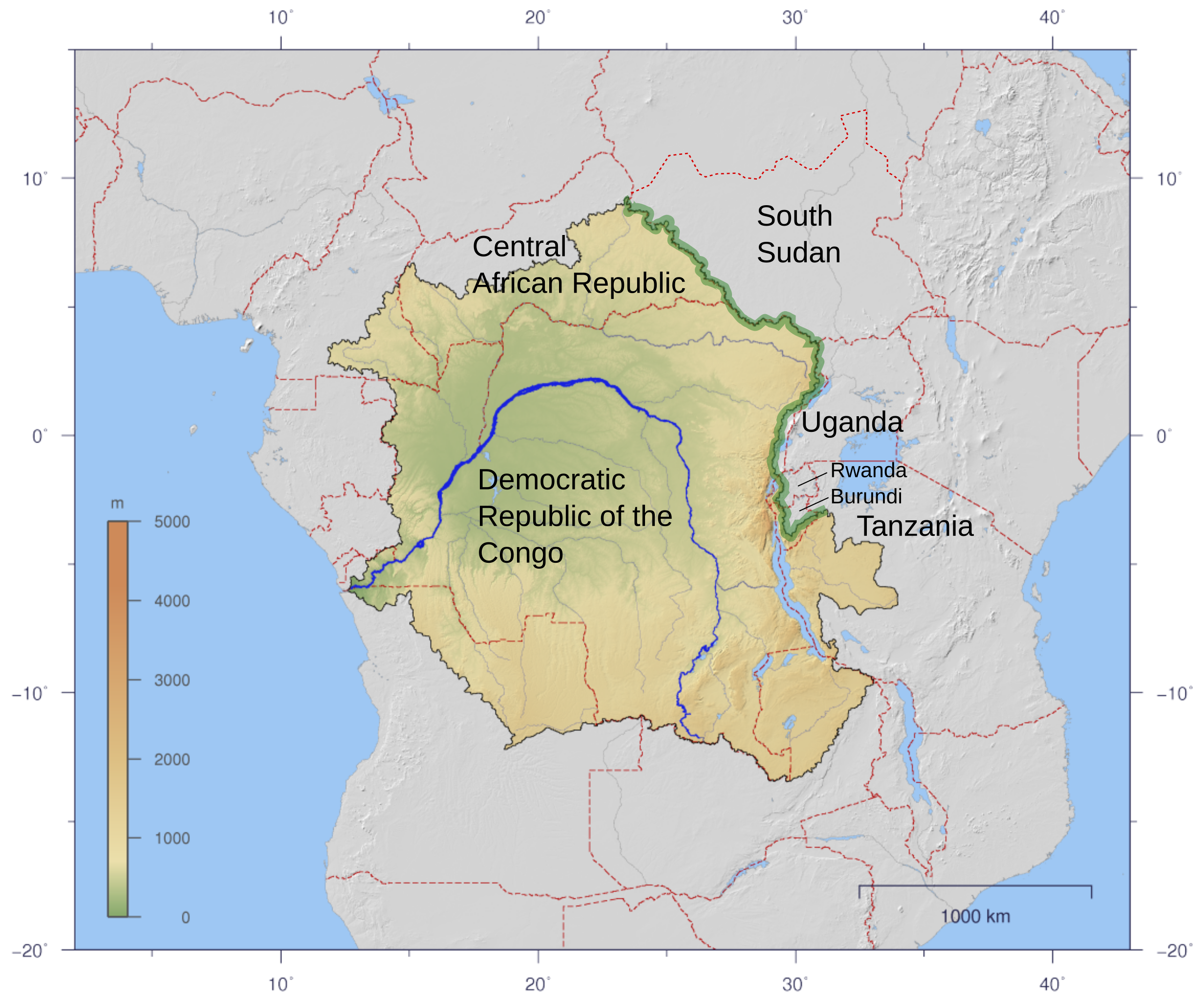
حوض نهر الكونغو والفاصل باللون الاخضر بينه وبين حوض نهر النيل.

فاصل الكونغو والنيل هو فاصل قاري بين حوض نهر الكونغو وحوض نهر النيل يصل طوله حوالي 2. 000 كيلومتر (1.200 ميل). له كثير من الأماكن المتميزة من ناحية الجيولوجيا وأيضا الجغرافيا بين الأماكن على الحدود بين جمهورية أفريقيا الوسطى و جنوب السودان.

## النسمة
عدد النسمات التي تعيش على طول الفاصل مختلفين، لغتهم السودانية المتوسطة في الأماكن الشمالية ولغات البانتو في الأماكن الجنوبية.

## المستعمرون الأوروبيون
استخدم المستعمرون الأوربيون فاصل الكونغو والنيل باعتباره الحد الفاصل بين الأراضي التي كانت بريطانيا تسيطر عليها في الشرق والبليجكيون والفرنسيون من ناحية الغرب.

## حوض نهر الكونغو
تبلغ مساحة حوض نهر الكونغو 4014500 كيلومتر مربع (1.550.000 ميل مربع) ز 23.000 متر مكعب من كمية المياه عند المصب  في الثانية الواحدة (810.000 قدم مكعب/ ثانية) و 75,000 متر مكعب في الثانية (2,600,000 قدم مكعب / ثانية) ، ومتوسط كمية المياه عند المصب 41,000 متر مكعب في الثانية (1,400,000 قدم مكعب / ثانية).